# Універсальна вакцина проти коронавірусів

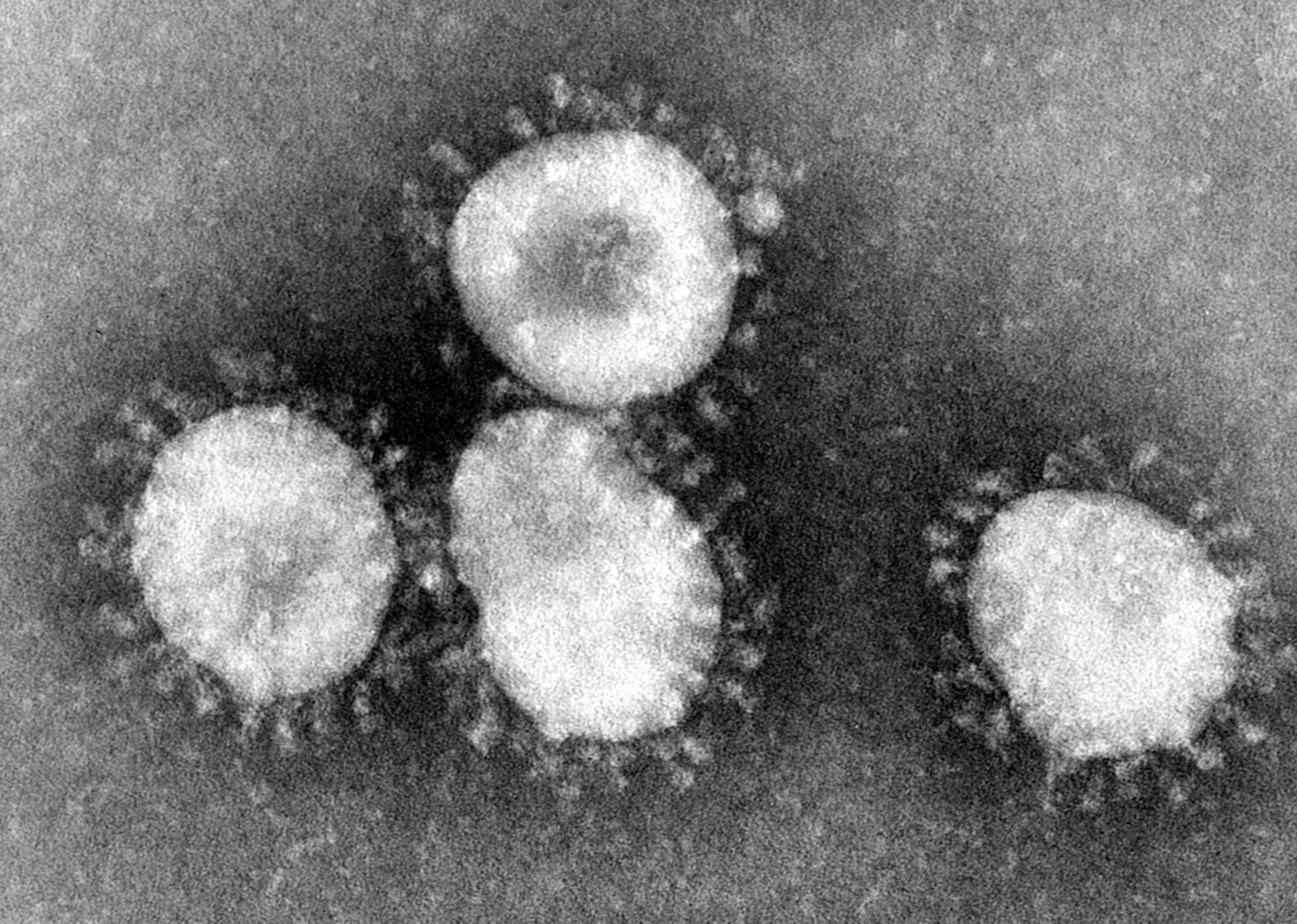
Трансмісійне електронне зображення коронавірусу.

Універсальна вакцина проти коронавірусів, також відома як «панкоронавірусна вакцина», є вакциною проти коронавірусів, яка ефективна проти всіх штамів цієї родини вірусів. Універсальна вакцина має забезпечити захист як від штамів коронавірусів, які вже спричинили захворювання у людей, зокрема від SARS-CoV-2 (включаючи всі його варіанти), а також забезпечити захист від штамів коронавірусу, які з'являться в майбутньому. Створення такої вакцини запропоновано для запобігання або пом'якшення наслідків майбутніх епідемій та пандемій коронавірусів.
Заходи з розробки універсальної вакцини проти коронавірусів почалися на початку 2020 року. У грудні 2021 року директор Національного інституту алергічних та інфекційних хвороб США Ентоні Фаучі, та вірусологи Джеффрі Таубенбергер і Девід Моренс підтримали розробку стійких універсальних вакцин проти коронавірусів та виступили за «розробку спільних міжнародних заходів щодо широкого дослідження коронавірусів у кажанів, а також диких і сільськогосподарських тварин, щоб допомогти зрозуміти повний „всесвіт“ існуючих і нових коронавірусів», включаючи вже ідентифіковані коронавіруси тварин з пандемічним потенціалом. У березні 2022 року Білий дім випустив «Національний план готовності до COVID-19», у якому, частково, обговорюються плани «прискорити дослідження та розробки в напрямку єдиної вакцини проти COVID-19, яка захищає від SARS-CoV-2 та всіх його варіантів, а також від попередніх вірусів SARS».